# Regering-Spaak I
De regering-Spaak I (15 mei 1938 - 22 februari 1939) was een Belgische regering. Het was een coalitie van de BWP (70 zetels), de Katholiek Blok (63 zetels) en de Liberale Partij (23 zetels). 
De regering volgde de regering-Janson op, maar viel al snel door de affaire-Martens en het vertrek van de liberalen uit de regering. Ze werd opgevolgd door de regering-Pierlot I, die ook al snel viel, waarna verkiezingen op 2 april 1939 werden georganiseerd.

## Verloop
Na de val van de regering-Janson over ruzies over een fiscaal project dat gericht was op de rijksten, werd de socialist Paul-Henri Spaak gevraagd een nieuwe regering te vormen. Spaak deed dit niet door te onderhandelen met de partijen, maar door rechtstreeks op zoek te gaan naar kandidaten voor een ministerieel ambt. Er was dus geen duidelijke regeringsovereenkomst.
Geconfronteerd met een nieuwe economische crisis slaagde de regering er niet in een duidelijke economische lijn te trekken, waarbij de socialisten en de liberalen elkaar radicaal tegenwerkten. Hierdoor moest uiteindelijk de liberale minister van Financiën Max-Léo Gérard gedwongen aftreden.
Ook de Spaanse Burgeroorlog bleef een twistpunt binnen de regering. Dit keer tussen de socialisten en de conservatieve katholieken. Spaak voelt zich verplicht, tegen de zin van zijn eigen partij, het regime van Francisco Franco te erkennen om zijn meerderheid te behouden, wat leidde tot het aftreden van Émile Vandervelde als partijvoorzitter van de BWP.
De regering kwam uiteindelijk ten val als gevolg van een controverse over de benoeming van Adriaan Martens, een ter dood veroordeelde activist die uiteindelijk amnestie had gekregen, aan het hoofd van de Vlaamse Academie voor Geneeskunde. De liberalen hekelden deze benoeming en verlieten de regering. Spaak bood toen het ontslag van zijn regering aan.

## Samenstelling
De regering telde 11 ministers: 4 voor de katholieken, 4 voor de socialisten en 2 voor de liberalen. Daarnaast telde de regering een expert.
| Ambtsbekleder                                      | Ambtsbekleder                      | Ambtsbekleder                          | Functie                                                                                              | Termijn                             | Partij                        |
| -------------------------------------------------- | ---------------------------------- | -------------------------------------- | --- | ----------------------------------- | ----------------------------- |
|                                                    |                                    | Paul-Henri Spaak (1899-1972)           | Eerste Minister                                                                                      | 15 mei 1938 - 22 februari 1939      | BWP                           |
| Minister Buitenlandse Zaken en Buitenlandse Handel | 15 mei 1938 - 21 januari 1939      | Paul-Henri Spaak (1899-1972)           | |                                     | BWP                           |
|                                                    |                                    | Hendrik Marck (1883-1957)              | Minister Verkeerswezen, Posterijen, Telegrafie en Telefonie en Nationaal Instituut voor Radio-Omroep | 15 mei 1938 - 22 februari 1939      | Katholiek Blok                |
|                                                    |                                    | Octave Dierckx (1882-1955)             | Minister Openbaar Onderwijs                                                                          | 15 mei 1938 - 22 februari 1939      | Liberale Partij               |
|                                                    |                                    | Joseph Pholien (1884-1968)             | Minister Justitie                                                                                    | 15 mei 1938 - 21 januari 1939       | Katholiek Blok                |
|                                                    |                                    | Emile van Dievoet (1886-1967)          | Minister Justitie                                                                                    | 21 januari 1939 - 22 februari 1939  | extraparlementair (katholiek) |
|                                                    |                                    | Joseph Merlot (1886-1959)              | Minister Binnenlandse Zaken                                                                          | 15 februari 1938 - 22 februari 1939 | BWP                           |
| Minister Volksgezondheid                           | 15 februari 1938 - 21 januari 1939 | Joseph Merlot (1886-1959)              | |                                     | BWP                           |
|                                                    |                                    | Max-Léo Gérard (1879-1955)             | Minister Financiën                                                                                   | 15 februari 1938 - 6 december 1938  | extraparlementair (liberaal)  |
|                                                    |                                    | Albert-Edouard Janssen (1883-1966)     | Minister Financiën                                                                                   | 6 december 1938 - 22 februari 1939  | extraparlementair (katholiek) |
|                                                    |                                    | Henri Denis (1877-1957)                | Minister Landsverdediging                                                                            | 15 februari 1938 - 22 februari 1939 | extraparlementair             |
|                                                    |                                    | August Balthazar (1893-1952)           | Minister Openbare Werken en Werkverschaffing                                                         | 15 februari 1938 - 22 februari 1939 | BWP                           |
|                                                    |                                    | Paul Heymans (1885-1962)               | Minister Economische Zaken, Middenstand en Landbouw                                                  | 15 februari 1938 - 21 januari 1939  | extraparlementair (katholiek) |
|                                                    |                                    | Achille Delattre (1879-1964)           | Minister Arbeid en Sociale Voorzorg                                                                  | 15 februari 1938 - 22 februari 1939 | BWP                           |
|                                                    |                                    | Albert de Vleeschauwer (1897-1971)     | Minister Koloniën                                                                                    | 15 februari 1938 - 22 februari 1939 | Katholiek Blok                |
|                                                    |                                    | Paul-Emile Janson (1872-1944)          | Minister Buitenlandse Zaken en Buitenlandse Handel                                                   | 21 januari 1939 - 22 februari 1939  | extraparlementair (liberaal)  |
|                                                    |                                    | Charles d'Aspremont Lynden (1888-1967) | Minister Landbouw en Middenstand                                                                     | 21 januari 1939 - 22 februari 1939  | Katholiek Blok                |
|                                                    |                                    | Georges Barnich (1883-1954)            | Minister Economische Zaken                                                                           | 21 januari 1939 - 22 februari 1939  | BWP                           |
|                                                    |                                    | Emile Jennissen (1882-1949)            | Minister Volksgezondheid                                                                             | 21 januari 1939 - 22 februari 1939  | Liberale Partij               |

### Herschikkingen
- Op 6 december 1938 wordt minister van Financiën Max-Léo Gérard (liberaal) vervangen door Albert-Edouard Janssen (katholiek)
- Op 21 januari 1939:
  - wordt Paul-Emile Janson (liberaal) minister van Buitenlandse Zaken.
  - wordt Paul Heymans (katholiek) als minister van Economische Zaken vervangen door Georges Barnich (BWP) en als minister van Landbouw en Middenstand door Charles d'Aspremont Lynden (Katholiek).
  - wordt Emile Jennissen (liberaal) benoemd tot minister van Volksgezondheid.
  - wordt minister van Justitie Joseph Pholien (katholiek) vervangen door partijgenoot Emile van Dievoet (katholiek).